# Хуан-де-Фука

Физическая карта острова Ванкувер и пролива Хуан-де-Фука

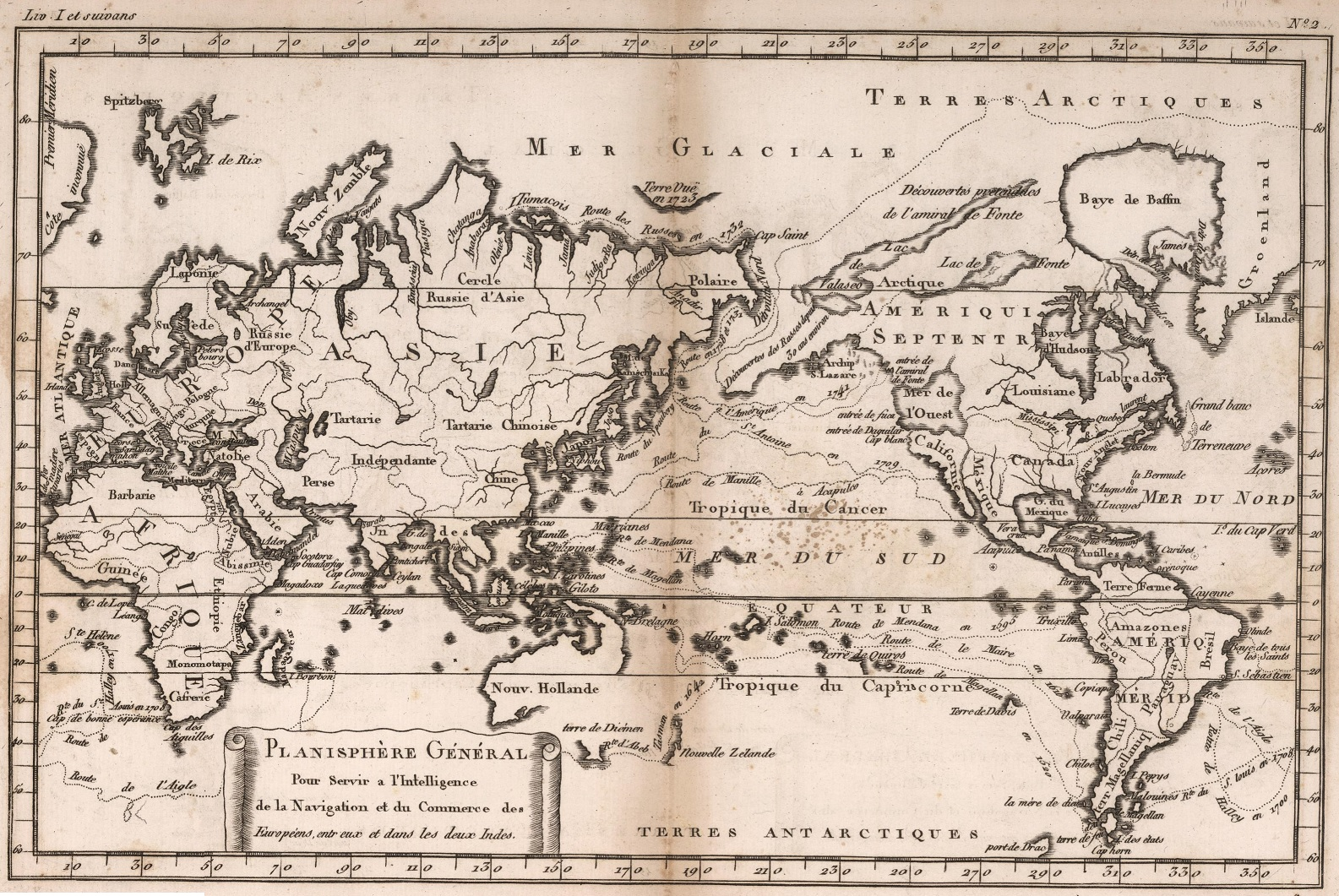
Карта мира, где пролив Хуан-де-Фука соединяет Море Западное с Тихим океаном. Ригобер Бонне, «Атлас Гийома Рейналя», 1780 год.

Хуа́н-де-Фу́ка (англ. Strait of Juan de Fuca; в Канаде — Juan de Fuca Strait) — пролив, отделяющий юг острова Ванкувер от северо-западной части штата Вашингтон (полуостров Олимпик).

## География
Составляет около 153 км в длину. Является основным выходом в Тихий океан из пролива Джорджии и системы заливов Пьюджет-Саунд. Со стороны Тихого океана границей пролива служит линия между мысом Флаттерн, островом Татуш (штат Вашингтон) и мысом Кармана (остров Ванкувер). По проливу проходит морская граница между Канадой и США, но её точное прохождение в данном месте оспаривается обеими странами.

## Исторические сведения
Пролив был назван в 1787 году капитаном и торговцем пушниной Чарльзом Уильямом Баркли в честь испанского мореплавателя греческого происхождения Хуана де Фуки. Вероятно, Баркли был первым европейцем, кто увидел данный пролив, если только сомнительная история самого Фуки не была правдой. Пролив Хуан-де-Фука был более детально исследован в 1789—1791 годах несколькими испанскими мореплавателями, в том числе Монуэлем Кимпером, Хосе Марией Нарваэсом, Хуаном Карраско, Гонсало Лопесом де Аро и Франсиско де Элиса. На русской карте 1852 года отмечен как пролив Жуан де Фука.